# 天使の取り分
天使の取り分（てんしのとりぶん、英: Angels' share）は、ワインやブランデー、ウィスキーなど、その製造工程で熟成を要する酒類において、「熟成中に水分・アルコール分が蒸発し、最終的な製造量が目減りする」こと。天使の分け前とも呼ぶ。

## 酒の製造における「天使の取り分」
ブランデー、ラム酒、ウイスキーなどの「ブラウンスピリッツ」とも分類される蒸留酒は「樽などでの熟成」という製造工程を含んでいる。熟成は短くとも数年単位、十数年の熟成が行われることも珍しくはなく、場合によっては数十年の熟成がなされる場合もある。樽は基本的に木製であり、液体は通さないが気体は通すため、熟成の間に酒に含まれる水分やアルコール分が蒸気となって少しずつ樽からしみ出ていく。すると、熟成開始時の量と比較して、熟成終了時（つまり、出荷時）の量は減少してしまう。この減少分を、職人達は「天使の取り分」と呼び、減った分は天使が持っていったと例えた。
ワインも樽で熟成を行うと同様に目減りし、同じように「天使の取り分」「天使の分け前」と呼ぶ。ワインの場合は、樽の中の液量が減り樽の中の空気との接触で酸化が行われるとワインの劣化につながるため、予めガラス瓶などに分けておいたワインを樽に補う「ウイヤージュ」が行われる。
熟成期間が長いほど、天使の取り分は多くなる。これが熟成年数の長い酒が高価となる一因である。熟成を行った場所の温度が高いほど、湿度が低いほど、天使の取り分は多くなる。よって、熟成を行う場所を慎重に検討する必要がでてくる。なお、一般に木製の樽で1年熟成すると、1〜3%程度が、天使の取り分として失われる。ラム酒の場合、33年間の熟成で樽の中のラム酒は50%ほどに失われる。
このような蒸留酒の熟成期間を短縮し、目減りを少なくする研究は長らく行われてきたが、決め手となるような事例は無かった。近年は以下のような例が実用化されている。
- 2015年にLost Spirits（英語版）社（USA）のブライアン・デイビス（英語版）は科学的に樽熟成と同じエステル化を短期間に行う装置「Model 1 reactor」を発明した[3]。
- Tuthilltown Spirits社（USA）は従来より小さい樽を使い、樽の「対アルコール表面積率」を増やし、温度変化を人為的に加えることで熟成速度を速めている[4]。
- オーク樽（英語版）で4ヶ月から6ヶ月熟成させたウィスキーから不純物を取り除き、プラスチック製タンクの中で科学的にアルデヒドと酸の変化を促成させる[4]。
- 金属製の樽の中に木材とウィスキーの原液を入れ、圧力をかける[4]。

こういった手法で促成熟成された蒸留酒は、従来の製法のものと変わらぬ風味があるという声がある一方で、薄っぺらな印象で適度なまろやかさが備わっていないといった否定的な意見もある。